# 截萼枸杞
截萼枸杞（学名：Lycium truncatum）为茄科枸杞属下的一个种。